# Condado de Pershing
El condado de Pershing (en inglés: Pershing County) fundado en 1919 es un condado en el estado estadounidense de Nevada. En el 2005 el condado tenía una población de 6,736 habitantes. La sede del condado es Lovelock.

## Geografía
Según la Oficina del Censo, el condado tiene un área total de 15 716 km² (6068,0 mi²), de la cual 5636 km² (2176,1 mi²) es tierra y 80 km² (30,9 mi²) (0.51%) es agua.

## Demografía
Según el censo en 2000, hubo 6,693 personas, 1,962 hogares, y 1,383 familias residiendo en el condado. La densidad poblacional era de 0 km² (0 mi²). En el 2000 había 2,389 unidades unifamiliares en una densidad de 0 km² (0 mi²). La demografía del condado era de 77.69% blancos, 5.35% afroamericanos, 3.42% amerindios, 0.63% asiáticos, 0.22% isleños del Pacífico, 9.38% de otras razas y 3.30% de dos o más razas. 19.33% de la población era de origen hispano o latino de cualquier raza.
La renta per cápita promedia del condado era de $40,670, y el ingreso promedio para una familia era de $46,268. En 2000 los hombres tenían un ingreso per cápita de $34,417 versus $24,301 para las mujeres. El ingreso per cápita para el condado era de $16,589 y el 11.40% de la población estaba bajo el umbral de pobreza nacional.

## Comunidades no incorporadas
- Grass Valley
- Humboldt River Ranch
- Imlay
- Lovelock
- Mill City
- Unionville